# Calamaria buchi
Calamaria buchi — вид змій родини полозових (Colubridae). Ендемік В'єтнаму.

## Поширення і екологія
Calamaria buchi мешкають в провінції Хатінь на півночі В'єтнаму та на плато Далат в провінції Ламдонг на півдні В'єтнаму. Вони живуть у вологих тропічних лісах.